# Heinz A. Behrens
Heinz Albert Behrens (* 1950) ist ein deutscher Lokalpolitiker und Heimatforscher.
Behrens war in den Jahren 1994 bis 2001 Bürgermeister der Stadt Blankenburg (Harz), im Jahr 1999 scheiterte seine Abwahl.
Er ist als Heimatforscher tätig und publiziert schwerpunktmäßig zur Grafschaft Regenstein, deren Herrschergeschlecht und den einst darin befindlichen Klöstern.
Im Februar 2007 übernahm die Nordharzer Altertumsgesellschaft e. V., deren 1. Vorsitzender er ist, von der Stadt Thale den Komplex des Klosters Wendhusen. Die Gesellschaft betreibt ein Klostermuseum zum Spezialthema „Kanonissenstifte“ und ein Zentrum für lebendige Geschichte.

## Veröffentlichungen (Auswahl)
- Kloster Michaelstein (in Große Baudenkmäler. 478, ISSN 2365-1849). Deutscher Kunstverlag, München u. a. 1993.
- mit Hartmut Wegner: Das Ende einer Dynastie. Sonderausstellung aus Anlaß des 400. Todestages des Grafen Johann Ernst von Regenstein. Bussert & Stadeler, Jena u. a. 1999, ISBN 3-932906-18-7.
- mit U. E. G. Schrock und Jürgen Denicke: Die Münzen der Grafschaft Blankenburg-Regenstein. Bussert & Stadeler, Jena u. a. 1999, ISBN 3-932906-03-9.
- Burg & Festung Regenstein (= Der historische Ort. 55, Burgen.). Homilius, Berlin 2000, ISBN 3-931121-54-2.
- als Herausgeber mit Anderen: Wege deutscher Kaiser und Könige des Mittelalters im Harz. 550 km Wegebeschreibung mit historischen Erläuterungen und Informationen zur Geschichte des Mittelalters vom 9. Jh. bis 12. Jh. Kartographische Kommunale Verlags-Gesellschaft, Nordhausen 2002, ISBN 3-933494-57-5.
- Kloster Wendhusen. 3 Bände. NAG – Nordharzer Altertumsgesellschaft, Thale 2009–
  - Band 1: mit Birgit Behrens: Die erste Adelsstiftung in Ostfalen und das Leben der Klausnerin Liutbirg. 2009, ISBN 978-3-00-029271-2;
  - Band 2: Baugeschichte von den Anfängen im 9. Jahrhundert bis zur Gegenwart. 2013, ISBN 978-3-00-040847-2;
  - Band 3: Das Stift im Mittelalter und die Zeit der adligen Rittergüter. 2013.